# Liste des vicomtes de Vesoul
La liste des vicomtes de Vesoul répertorie les officiers chargés d'administrer la vicomté de Vesoul.
De 1019 à 1347, Vesoul était le siège d'une vicomté, qui dépendait du Comté de Bourgogne (Franche-Comté). Ces vicomtes dirigeaient le Castrum Vesulium, château fort qui fit développer Vesoul.

## Liste des vicomtes
On ne connait pas la liste exacte des vicomtes et leurs dates de mandat. Mais il est communément admis que cette liste, qui a pu être établie grâce aux mentions de chartes, varie du XIe siècle au XIVe siècle. Plusieurs historiens tels que Ch. Longchamps ont tenté de reconstituer cette liste, mais la liste la plus exacte  proviendrait de Jules Finot puisqu'il fournit plus de sources : 
- Gislebert Ier de Faucogney (mentionné en 1019)
- Gislebert II de Faucogney (mentionné en 1092)
- Hugues de Faucogney (mentionné en 1150)
- Gislebert III de Faucogney (mentionné entre 1157-1189)
- Lanfroid (mentionné en 1199)
- Aymo (mentionné entre 1221 et 1240)
- Jean Ier de Faucogney (mentionné entre 1256 et 1261)
- Aymé (mentionné en 1262)
- Héloïse de Joinville (mentionné entre 1280 en 1309)
- Jean II de Faucogney (mentionné en 1334)
- Henry de Faucogney (mentionné en 1347)

Les mentions indiquent que les vicomtes étaient en mandat cette année, mais elles ne constituent pas nécessairement la date de début ou de fin de mandat .